# 马库斯·埃宁
马库斯·埃宁（德語：Marcus Ehning，1974年4月19日—），德国男子马术运动员。他曾代表德国参加2000年和2012年夏季奥林匹克运动会马术比赛，其中2000年奥运会获得一枚金牌。